# Eli Smith (Maler)

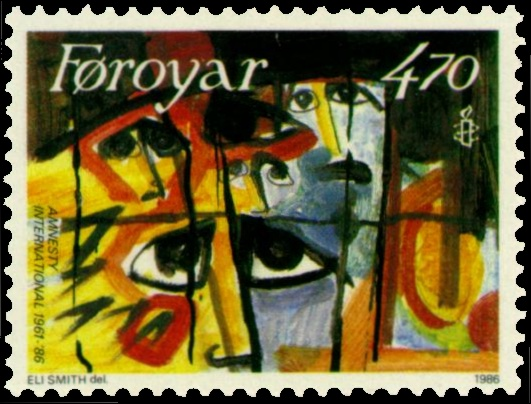
25 Jahre Amnesty International, Briefmarke von 1986. Damals gab es einen landesweiten Malwettbewerb, wo Eli Smith unter den drei Gewinnern war.

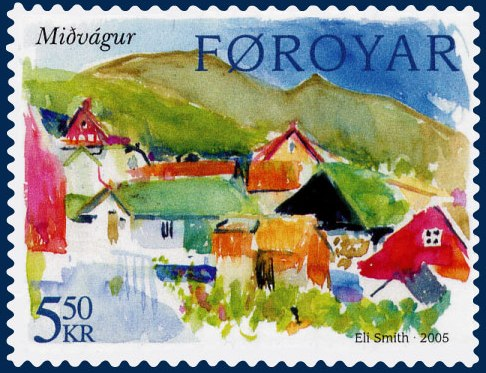
Míðvágur, Briefmarke von 2005.

Eli Smith (* 25. September 1955 in Tórshavn) ist ein färöischer Maler.
Nach seiner Ausbildung zum Radiomechaniker 1976 fing er 1980 mit der Malerei an. 1982 besuchte Eli Smith die Kunsthochschule im dänischen Holbæk und bildete sich auf Studienreisen im Ausland autodidaktisch weiter.
Bereits 1981 war er auf der jährlichen Ólavsøka-Ausstellung in Tórshavn vertreten. Seitdem stellt er regelmäßig alleine oder mit anderen auf den Färöern und in Dänemark aus. Von 1994 bis 1997 widmete er sich der Grafik, was in einem Buch resultierte, in dem er Abendlieder illustrierte.
Eine ständige Ausstellung ist in seiner Gallarí undir Brúnni in seinem Haus Børkugøta 27 in Tórshavn zu sehen. In erster Linie Aquarelle, aber auch Bilder seiner Kinder Napoleon, Líggjas und Anna. Auf seiner Homepage schreibt er, die Galerie ist immer geöffnet, wenn er zuhause ist.
Sammler färöischer Briefmarken kennen Eli Smith vielleicht noch von der Amnesty-International-Briefmarke 1986. Durch seinen farbenfrohen 10er-Block mit Motiven von der Insel Vágar rief er sich 2005 in Erinnerung.

## Werke
- 1998 - Sov blítt og søtt : kvøldsangir við nótum og besiffringum. Tórshavn: Forlagið undir Brúnni (230 S., Abendlieder mit Noten und Illustrationen).